# Сафар Алі-бей
Сафар Алі-бей Шервашидзе (груз. საფარ-ალი-ბეი შერვაშიძე; д/н — 7 лютого 1821) — 12-й мтаварі (князь) Абхазії в 1810—1821 роках. Відомий також як Георгій II.

## Життєпис
Походив з династії Шервашидзе. Син мтаварі Келеш Ахмед-бея і наложниці Лейби. При народженні отримав ім'я Сафар Алі-бея. замолоду одружився з Тамар, донькою Кації II Дадіані, князя Мегрелії.
1808 року після смерті батька вирішив боротися за владу за підтримки Мегрелії. Він звинувати брата Аслан-бея у вбивстві батька. За цим спробував захопити Сухумі, але зазнав поразки. Невдовзі перейшов у християнство, взявши ім'я Георгій. 1809 року він звернувся до російського уряду з пропозицією визнати підданство в обмін на підтримку військом. 17 лютого 1810 року імператор Олександр I спеціальною грамотою затвердив Сафар-Алі-бея у підданстві. 10 червня того ж року після повалення брата став мтаварі Абхазії.
Протягом усього панування вимушений був спиратися на російські війська та підтримку роду дадіані. більшість абхазької знаті не підтримувало проросійського курса мтаварі. Поліпшенню ситуації також не сприяло збільшення податків на користь росіян, що вели війни на Кавказі, спроби обмеження прав гірських громад.
Помер 7 жовтня або 13 листопада 1821 року. Йому спадкував старший син Дмитро Шервашидзе.

## Родина
Дружина — Тамар, донька Кації II Дадіані, князя Мегрелії
Діти:
- Дмитро (1801—1822)
- Михайло (1806—1866)
- Костянтин (1813—1883)
- Олександр (1818—1875)
- Марія, дружина князя Єристова.
- Єлизавета, дружина князя Дадіані
- Русудан, дружина представника роду Маршан
- Катерина, дружина представника роду Маршан
- Анна, дружина князя Цулукідзе
- Ніно, дружина князя Гуріелі